# Martin Ruzé de Beaulieu
Pour les autres membres de la famille, voir Famille Ruzé.
Martin Ruzé de Beaulieu, seigneur de Beaulieu, de Longjumeau et de Chilly, né à Tours vers 1526 et mort à Paris le 6 novembre 1613, est un homme politique français de la fin du XVIe et du début du XVIIe siècle, qui fut secrétaire d'État de la Maison du roi (ou secrétaire du roi) sous Henri III, Henri IV et Louis XIII.

## Biographie
Martin Ruzé de Beaulieu était le petit-fils de Guillaume III Ruzé († 1504), conseiller au Parlement, et de Catherine Briçonnet (fille d'André Briçonnet) ; il était le fils d'un autre Guillaume IV Ruzé, seigneur de Beaulieu, receveur général de Touraine, maire de Tours en 1534. Il avait un frère, également prénommé Guillaume  Ruzé (né vers 1520 et mort le 28 septembre 1587), qui fut conseiller et confesseur des rois Henri II, Charles IX et Henri III, et qui sera nommé évêque de Saint-Malo en 1570, puis évêque d'Angers le 29 août 1572.
Il commença sa carrière dans l'entourage du roi en 1551, auprès d'Henri II. De 1571 à 1588, il fut général superintendant des munitions et des vivres. En 1573-1574, il est secrétaire ordinaire du roi de Pologne et en cette qualité, il contresignait et posait le sceau royal sur les lettres du roi. En août 1574, il est nommé cinquième secrétaire d'État.
Martin Ruzé devient, le 25 septembre 1576, conseiller du roi et secrétaire de ses finances et des commandements de la reine-mère (Catherine de Médicis). En 1578, après la résignation de Louis Vallée, il fut pourvu de la charge de contrôleur de la Chancellerie.
Le 15 septembre 1588, à Blois, Martin Ruzé de Beaulieu et Louis Revol, « hommes fidelles de saine reputation desinteressez et accoustumez a le servir de leurs premières années bien que toutesfois en matiere d'affaires de Cour et de Conseil, ils n'eussent jamais passé pour habiles » (Enrico Caterino Davila, « Histoire des guerres civiles de France »), ont été choisis par le roi Henri III pour remplacer Nicolas de Neufville, marquis de Villeroy, Pierre Brûlart et Claude Pinart, « chassez d'aupres de sa personne le 8e jour de septembre 1588 ».
Le 10 avril 1589, il est nommé grand trésorier de l'Ordre du Saint-Esprit en remplacement de l'ancien secrétaire d'État Nicolas de Neufville, marquis de Villeroy, tombé en disgrâce, et il conserva cette charge jusqu'à sa mort.
Le 15 avril 1589, Martin Ruzé de Beaulieu installa, au nom d'Henri III, Philippe Duplessis-Mornay dans la charge de gouverneur de Saumur. La cérémonie se déroula devant la porte de la Tonnelle : Florent de Lessart, l'ancien gouverneur, fidèle d'Henri III apporta les clefs de la ville, mais, par dépit ou par honte, il les laissa tomber à terre. C'est le secrétaire du roi, Ruzé de Beaulieu, qui alors les ramassa et les présenta au nouveau gouverneur.
En 1590, lorsque Henri IV assiégea vainement Laon, fidèle au parti de la Ligue qui avait alors pour chef le duc de Mayenne, le roi avait auprès de lui Martin Ruzé de Beaulieu, Louis Potier de Gesvres et Louis Revol, tandis que Pierre Forget de Fresnes se trouvait à Paris. Il a été établi que Ruzé d'un côté, Forget de l'autre, ont fait de temps en temps des navettes entre les deux villes, assurant ainsi la liaison entre le roi et les organes parisiens du gouvernement et de la haute administration.
En 1596, Martin Ruzé de Beaulieu achète les terres de Chilly-Longjumeau à Michel III de Gaillard (petit-fils de Michel). N'ayant pas d'enfant, Martin Ruzé légua ses biens à Antoine Coëffier de Ruzé, marquis d'Effiat, son petit-neveu, qui deviendra par la suite surintendant des Finances (1626), puis Maréchal de France (1631) (père, entre autres enfants, du malheureux Cinq-Mars).
En 1601, sous le règne d'Henri IV, Martin Ruzé, seigneur de Beaulieu, est nommé Grand-maître des mines, et Pierre de Beringhen, contrôleur-général. Sully leur ordonne de former une commission chargée de faire des études et de diriger les fouilles minières dans le royaume de France.
Le 3 mars 1606, Martin Ruzé de Beaulieu obtient d'Henri IV qu'on lui adjoigne Antoine de Loménie, conseiller du roi en ses Conseils, secrétaire du Cabinet, qui avait été longtemps son premier commis, pour le soulager dans sa tâche, en raison de son âge. Les lettres patentes données à Paris ce jour portent que « le Roy donne audit sieur de Lomenie ledict estat et office de son Conseiller secretaire d'Estat et de ses commandemens et finances que tenoit ledict sieur de Beaulieu a condition de survivance et sans que ledit de Lomenie peust pretendre aucuns gages et proffictz y appartenans durant la vie dudict sieur de Beaulieu auquel ils appartendroient entierement, les provisions sont pures et simples et non par commission comme celles dudict sieur de Beaulieu ».
Le 26 août 1609, il institue par testament pour héritiers universels ses petits-neveux Antoine Coëffier d’Effiat (1581-1632), petit-fils de sa sœur Bonne Ruzé, et Martin de Rueil (1576-1623), petit-fils de son autre sœur Marie Ruzé, à la condition qu'ils prennent le nom et les armes de Ruzé,.
Martin Ruzé, sieur de Beaulieu, remplit sa tâche jusqu'à son décès le 6 novembre 1613.
Le tombeau en marbre noir, surmonté d'une statue représentant le défunt agenouillé, de Martin Ruzé de Beaulieu, seigneur de Chilly, peut être vu dans l'église Saint-Étienne de Chilly-Mazarin. Ce tombeau est classé en tant qu’objet monument historique.